# Modelo sigma
Em física, um modelo sigma é um sistema físico que é descrito por uma densidade de Lagrange da forma:
{\displaystyle {\mathcal {L}}(\phi _{1},\phi _{2},\ldots ,\phi _{n})=\sum _{i=1}^{n}\sum _{j=1}^{n}g_{ij}\;\mathrm {d} \phi _{i}\wedge {*\mathrm {d} \phi _{j}}}